# Lista de prêmios e indicações recebidos por Ingrid Bergman
Ingrid Bergman era uma atriz sueca que apareceu em uma série de filmes aclamados pela crítica mundial, além de uma sucessiva participação em séries de televisão. Posteriormente, recebeu vários prêmios, principalmente durante os anos 40 e 50, embora tenha recebido algum reconhecimento durante os anos 30, 60, 70 e 80.Ela é melhor lembrada por seus papéis como Isla Lund em Casablanca e Alicia Huberman em Notorious, mas apesar do sucesso crítico de ambos os filmes, ela foi uma notável ausência das indicações que receberam em suas épocas de prêmios subsequentes.

## Oscar
| Academy Awards | Academy Awards               | Academy Awards           | Academy Awards | Academy Awards |
| Ano            | Nomeada por                  | Categoria                | Resultado      | Ref.           |
| -------------- | ---------------------------- | ------------------------ | -------------- | -------------- |
| 1943           | For Whom the Bell Tolls      | Melhor Atriz Principal   | Indicado       | [ 2 ]          |
| 1944           | Gaslight                     | Melhor Atriz Principal   | Venceu         | [ 5 ]          |
| 1945           | The Bells of St. Mary's      | Melhor Atriz Principal   | Indicado       | [ 6 ]          |
| 1948           | Joan of Arc                  | Melhor Atriz Principal   | Indicado       | [ 7 ]          |
| 1956           | Anastasia                    | Melhor Atriz Principal   | Venceu         | [ 8 ]          |
| 1974           | Murder on the Orient Express | Melhor Atriz Coadjuvante | Venceu         | [ 9 ]          |
| 1978           | Autumn Sonata                | Melhor Atriz Principal   | Indicado       | [ 10 ]         |

## BAFTAAwards
| British Academy Film Awards | British Academy Film Awards    | British Academy Film Awards | British Academy Film Awards | British Academy Film Awards |
| Ano                         | Nomeada por                    | Categoria                   | Resultado                   | Ref.                        |
| --------------------------- | ------------------------------ | --------------------------- | --------------------------- | --------------------------- |
| 1958                        | The Inn of the Sixth Happiness | Melhor Atriz Principal      | Indicado                    | [ 11 ]                      |
| 1974                        | Murder on the Orient Express   | Melhor Atriz Coadjuvante    | Venceu                      | [ 12 ]                      |

## Golden Globe Awards
| Golden Globe Awards | Golden Globe Awards            | Golden Globe Awards                            | Golden Globe Awards | Golden Globe Awards |
| Ano                 | Nomeada por                    | Categoria                                      | Resultado           | Ref.                |
| ------------------- | ------------------------------ | ---------------------------------------------- | ------------------- | ------------------- |
| 1944                | Gaslight                       | Melhor Atriz em um filme Dramático             | Venceu              | [ 13 ]              |
| 1945                | The Bells of St. Mary's        | Melhor Atriz em um filme Dramático             | Venceu              | [ 13 ]              |
| 1956                | Anastasia                      | Melhor Atriz em um filme Dramático             | Venceu              | [ 14 ]              |
| 1958                | The Inn of the Sixth Happiness | Melhor Atriz em um filme Dramático             | Indicado            | [ 15 ]              |
| 1958                | Indiscreet                     | Melhor Atriz em um filme de comédia ou musical | Indicado            | [ 15 ]              |
| 1969                | Cactus Flower                  | Melhor Atriz em um filme de comédia ou musical | Indicado            | [ 16 ]              |
| 1978                | Autumn Sonata                  | Melhor Atriz em um filme Dramático             | Indicado            | [ 17 ]              |
| 1982                | A Woman Called Golda           | Melhor Atriz em um mini-série ou tele-filme    | Venceu              | [ 18 ]              |

## Prêmio César
| César Awards | César Awards | César Awards    | César Awards | César Awards |
| Ano          | Nomeada por  | Categoria       | Resultado    | Ref.         |
| ------------ | ------------ | --------------- | ------------ | ------------ |
| 1976         | —            | César Honorário | Venceu       | [ 19 ]       |

## David di Donatello
| David di Donatello Awards | David di Donatello Awards | David di Donatello Awards | David di Donatello Awards | David di Donatello Awards |
| Ano                       | Nomeada por               | Categoria                 | Resultado                 | Ref.                      |
| ------------------------- | ------------------------- | ------------------------- | ------------------------- | ------------------------- |
| 1957                      | Anastasia                 | Melhor Atriz Estrangeira  | Venceu                    | [ 20 ]                    |
| 1979                      | Autumn Sonata             | [Melhor Atriz Estrangeira | Venceu                    | [ 21 ]                    |
| 1982                      | —                         | Prêmio Honorário          | Venceu                    | [ 22 ]                    |

## Emmy Awards
| Primetime Emmy Awards | Primetime Emmy Awards      | Primetime Emmy Awards                    | Primetime Emmy Awards | Primetime Emmy Awards |
| Ano                   | Nomeada por                | Categoria                                | Resultado             | Ref.                  |
| --------------------- | -------------------------- | ---------------------------------------- | --------------------- | --------------------- |
| 1960                  | The Turn of the Screw      | Melhor Atriz em Mini-série ou Tele-filme | Venceu                | [ 23 ]                |
| 1961                  | 24 Hours in a Woman's Life | Melhor Atriz em Mini-série ou Tele-filme | Indicado              | [ 24 ]                |
| 1982                  | A Woman Called Golda       | Melhor Atriz em Mini-série ou Tele-filme | Venceu                | [ 25 ]                |

## Tony Awards
| Tony Awards | Tony Awards      | Tony Awards                    | Tony Awards | Tony Awards |
| Ano         | Nomeada por      | Categoria                      | Resultado   | Ref.        |
| ----------- | ---------------- | ------------------------------ | ----------- | ----------- |
| 1947        | Joan of Lorraine | Melhor Atriz Principal em Peça | Venceu      | [ 26 ]      |